# Лаказ, Софи
Софи́ Лака́з (фр. Sophie Lacaze; род. 9 сентября 1963, Лурд) — французский композитор.

## Биография
Училась в Тулузской консерватории и в Нормальной школе музыки в Париже. Затем продолжила обучение у Франко Донатони и Эннио Морриконе в Академии Киджи, слушала курс Пьера Булеза. Много путешествовала, два года жила в Австралии, а затем вернулась во Францию в 2006 году. Софи Лаказ является обладателем Гран-при Lycéen des compositeurs (2009) и премии Клода Арье в SACEM (2010).

## Произведения
- 1992 — Три мелодии для сопрано и струнного трио, на стихи Ж. Сюпервьеля
- 1993 — Voyelles для флейты, по стихотворению А. Рембо
- 1996 — Jetez-vous sur l’avenir для женского голоса, флейты и фортепиано
- 1997 — La vita e bella? для флейты и виолончели
- 1998 — Le Becut для духовых инструментов, диджериду, детского хора и перкуссии
- 1999 — Comme une rue pavee для скрипки, кларнета и фортепиано
- 1999 — Три прелюдии для фортепиано
- 2000 — Broken Words для флейты и струнного трио, на стихи Генри Кендалла
- 2000 — And then there was the sun in the sky для флейты, диджериду и оркестра флейт
- 2001 — Iotife для струнного трио, на стихи Г. Кендалла
- 2001 — Messe de Nostre Dame для хора а капелла
- 2002 — Histoire sans paroles для скрипки, виолончели и фортепиано
- 2002 — Voices of Australia для флейты соло и магнитофонной ленты
- 2002 — L’enfance de Catherine для флейты и струнного трио, музыка к фильму Анны Бодри «Детство Катрин»
- 2002 — Ave Maris Stella для хора
- 2003 — Messe de Nostre Dame для 8 женских голосов и перкуссии, в честь «Messe de Nostre Dame» Гийома де Машо
- 2003 — Тарантелла для фортепиано
- 2004 — Dreaming, камерная опера для двух женских голосов, диджериду, флейты, альта, перкуссии и магнитофонной ленты
- 2005 : Cinq Voyelles pour Quatre Flûtes, транскрипция «Voyelles» для 4 флейт. По стихотворению А. Рембо
- 2005 — Oceans для флейты, фагота, скрипки, альта, контрабаса, детского хора и перкуссии
- 2005 — Py для флейты и фортепиано
- 2005 — Het Lam Gods для струнного квартета, на темы Гентского алтаря братьев Ван Эйк
- 2005 — Duo для голоса и магнитофонной ленты
- 2006 — Archelogos I для голоса и магнитофонной ленты
- 2006 — Les quatre elements, концерт для флейты, детского хора и перкуссии
- 2006 — Deux mouvements для тенор-саксофона и оркестра.
- 2006 — Musique de la mer для кларнета, фагота, струнного квартета, детского хора и перкуссии
- 2006 — Vignes для CD, к выставке фотографий Guy Bompais
- 2006 — The great flood для альт-саксофона и ансамбля саксофонов
- 2006 — Mouvement для струнного оркестра
- 2007 — Het Lam Gods II для флейты соло и оркестра флейт
- 2007 — Archelogos II для басовой флейты и CD
- 2008 — Quatre haïkus для альт-саксофона и фортепиано
- 2008 — Le Petit Prince, музыка к спектаклю для волн Мартено, флейты и струнного трио
- 2008 — Archèlogos IIb для волн Мартено и CD
- 2009 — L’art est le plus beau des mensonges для сопрано и вибрафона на слова Алена Карре
- 2009 — Het Lam Gods III для четырёх флейт, на темы Гентского алтаря братьев Ван Эйк и текст Алена Карре
- 2009 — Variations sur quatre haïkus для виолончели
- 2010 — L’espace et la flûte — Variations sur des textes de Jean Tardieu для чтеца и ансамбля флейт, на стихи Жана Тардьё
- 2010 — Souffles для четырёх флейтистов (2 zamponias, 2 bajones, 3 Boehm flutes)
- 2011 — Marco Polo камерная опера для хора и ансамбля
- 2011 — Calligrammes для баритона, хора и квартета саксофонов, на стихи Гийома Аполлинера
- 2011 — Archèlogos III для гитары и CD
- 2011 — Après avoir contemplé la lune для оркестра
- 2012 — Estampes для четырёх флейтистов
- 2012 — En Quete для женского голоса, чтеца, саксофона и фортепиано, для выставки фотографий Guy Bompais
- 2012 — Ukiyo-e Концерт для Мартено волн и флейты оркестром
- 2013 — O Sapientia 4 женских голосов. На тексты Хильдегард фон Бинген
- 2013 — Immobilité sérieuse I для фортепиано и струнного оркестра
- 2014 — Maye для ударных инструментов
- 2014 — Un parapluie et un manteau de paille короткая работа для фортепиано
- 2015 — Voyelles для саксофона
- 2015 — Au milieu de la plaine для флейты и арфы
- 2015 — Voices of Australia для соло сопрано саксофона и CD
- 2015 : La lune dans l’eau, для саксофона
- 2016 : La lune dans l’eau, для флейты
- 2016 : Petite messe, для смешанного хора
- 2017 : Voyages d’Orient I и Voyages d’Orient II, для ансамбля ветра и хора
- 2017 : Je vois passer l’Ange, для трех женских голосов и альт-саксофона
- 2017 : Ahatonhia again, для квартета кларнета
- 2018 : And Earth moves away, для четырёх флейт
- 2018 : Ntau, для флейты, кларнета, фортепиано и перкуссии